# Phanxicô Lục Tân Bình
Phanxicô Lục Tân Bình (tiếng Trung: 陸新平, Francis Lu Xin-ping; sinh 1963), tên thánh đầy đủ là Phanxicô Xaviê, là một linh mục mục người Trung Quốc của Giáo hội Công giáo Rôma. Ông hiện đang giữ nhiệm vụ được chính quyền Trung Quốc trao là Tổng giám mục chính tòa Tổng giáo phận Nam Kinh, chức vụ mà Tòa Thánh chưa chấp thuận bổ nhiệm.

## Tiểu sử
Giám mục Lục Tân Bình sinh năm 1963, người huyện Hải Môn, tỉnh Giang Tô (Trung Quốc). Năm 1979, ông theo học tại chủng viện Xà Sơn, Thượng Hải. Sau thời gian tu tập, năm 26 tuổi (1989), ông được thụ phong chức linh mục.
Năm 1999, ông được giám mục bất hợp thức của giáo phận Nam Kinh Giuse Lưu Nguyên Nhân bổ nhiệm làm người kế vị. Lễ phong chức giám mục diễn ra vào ngày 6 tháng 1 năm 2000, khi chưa nhận được sự chuẩn nhận của Tòa Thánh. Khẩu hiệu giám mục của ông là "Deum et hominem amare" (Kinh Chúa yêu người).
Ngày 20 tháng 4 năm 2005, giám mục bất hợp thức Lưu Nguyên Nhân qua đời, ông tiếp nhận vai trò Giám mục Nam Kinh. Ông cũng được bầu làm Phó chủ nhiệm kiêm Bí thư trưởng Ủy ban Giáo vụ Công giáo, Phó chủ nhiệm Hội Công giáo Yêu nước tỉnh Giang Tô.
Tòa Thánh không thừa nhận chức giám mục của cả hai vị giám mục bất hợp thức Lưu Nguyên Nhân và Lục Tân Bình. Thay vào đó, Tòa Thánh đã bổ nhiệm giám mục Thượng Hải Giuse Phạm Trung Lương làm Giám quản Tông Tòa Tổng giáo phận Nam Kinh từ năm 2000.
Mãi đến năm 2007, ông mới được Tòa Thánh xem xét nối lại hiệp thông và được Giáo hoàng Biển Đức XVI chấp nhận tha vạ tuyệt thông vào năm 2008. Cũng trong năm này, ông được bầu làm Ủy viên Hội nghị Hiệp thương Chính trị Nhân dân Trung Quốc khóa XI, đại biểu khối tôn giáo.
Tuy nhiên, hiện nay Tòa Thánh vẫn chưa chấp thuận chức vụ Giám mục Nam Kinh mà chính quyền Trung Quốc trao cho ông dù rằng giáo phận này đã rơi vào tình trạng trống tòa kể từ sau khi vị giám quản Tông Tòa Phạm Trung Lương qua đời vào năm 2014 và ông là vị giám mục hợp thức duy nhất tại giáo phận Nam Kinh.